# Dawnrazor (singel)
Dawnrazor – promocyjny singiel Fields Of The Nephilim wydany w 1987 roku w USA, przed amerykańską trasą zespołu, promujący album Dawnrazor. Płytka w formie   jednostronnej pocztówki dźwiękowej (7" flexi), zawierała jeden utwór, będący mixem fragmentów kilku utworów z amerykańskiej wersji płyty Dawnrazor.
Spis utworów:
- Medley: Dawnrazor/Preacher man/Power/Blue water/Dawnrazor (5:27)